# 御野縣主神社
御野縣主神社（みのあがたぬしじんじゃ）は、大阪府八尾市にある神社。式内小社で、旧社格は村社。

## 歴史・概要
旧河内国河内郡上之島村（八尾市上之島地区）の氏神。かつてこの地一帯を支配していた豪族・美努連（みぬのむらじ）、三野縣主一族の祖神である。
創建の年代は不詳であるが、延喜式神名帳に河内国若江郡の御野縣主神社二座と記載されていることから平安時代以前にはあったとされる。明治5年（1872年）に村社に列せられた。
境内西側は小高い丘になっており、かつて西側に流れていた玉櫛川（旧大和川）の堤防跡であり、現在ではここだけにしか残っていないとされる。八尾市の保全樹林に指定され、貴重な史跡となっている。境内の南に御野縣池がある。
2022年　テレビ東京　池の水全部抜く大作戦出演
7月2日　夏祭り
10月　第二週　土曜日　日曜日　秋祭り（布団太鼓巡行）

## 式部之宮

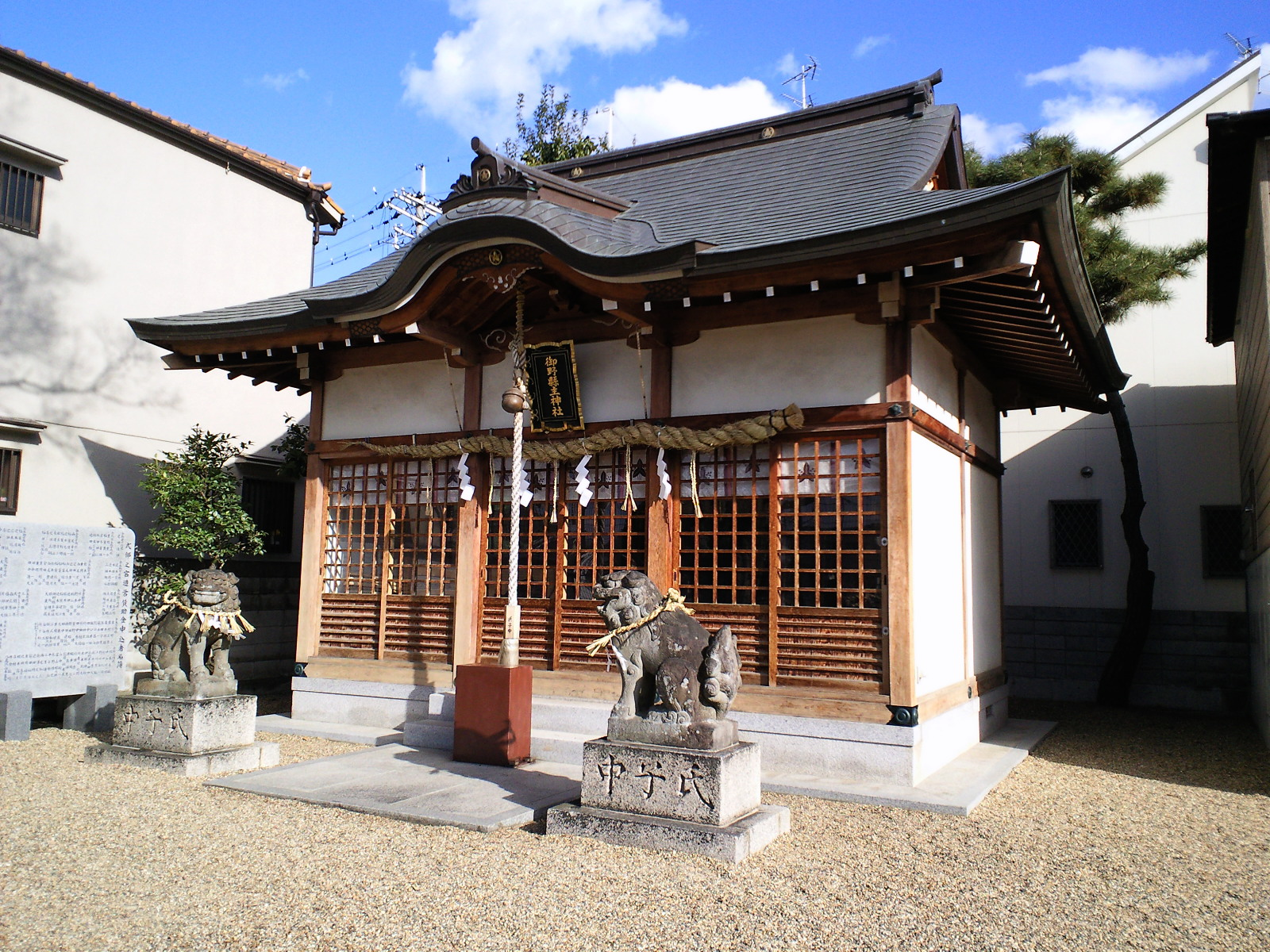
式部御野縣主神社

本社のある場所から少し南、東山本町5丁目公園の脇にもう一座があり、「式部御野縣主神社」（式部之宮）とよばれる。こちらは狭い敷地内に社殿があるのみ。ここは旧高安郡万願寺村の集落はずれにあたり、かつて江戸時代中期に水利権争いで村が分裂し、式部集落が南の万願寺村に移ったときに分霊を勧請したものである。